# Virginia Field

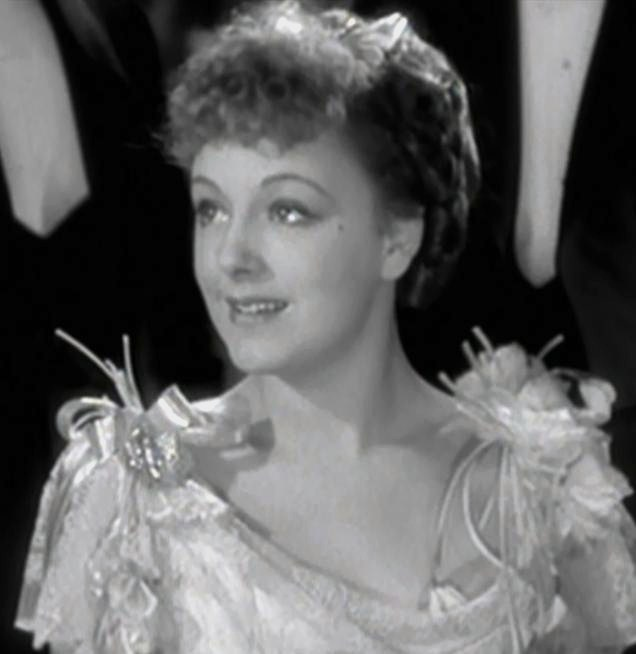
Virginia Field en Lord Fauntleroy (1936)

Virginia Field (4 de noviembre de 1917 – 2 de enero de 1992) fue una actriz teatral, cinematográfica y televisiva británica.

## Biografía
Su verdadero nombre era Margaret Cynthia Field, y nació en Londres, Inglaterra. Hija única de un juez, Sir John Field, juez de Leicester, su madre era prima del General Robert E. Lee, y su tía era la actriz y directora británica Auriol Lee. Virginia Field se educó en París, volviendo a Londres para estudiar interpretación. En los primeros años 1930 trabajó en Viena con el célebre Max Reinhardt. Debutó en el cine en su país en 1934 con los filmes The Primrose Path y The Lady Is Willing.
En 1936 llegó a Hollywood, donde encarnó a Miss Herbert en Little Lord Fauntleroy, film producido por David O. Selznick, tras el cual trabajó principalmente en películas de 20th Century Fox. Entre las producciones en las que participó figuran Lloyd's of London (1936), Ladies in Love (1936), Lancer Spy (1937), y otras basadas en el personaje de Mr. Moto, como Think Fast, Mr. Moto (1937), Mr. Moto's Last Warning (1939) y Mr. Moto Takes a Vacation (1939).
En los años 1940 la actriz trabajó intensamente en el cine, pero casi siempre como segunda actriz. Entre sus títulos de la época figuran los dramas El puente de Waterloo (1940) y Hudson's Bay (1941), las comedias Stage Door Canteen (1943) y Variety Girl (1947), además de la exótica Singapore Woman (1941).
En la primera mitad de los años 1950 Field fue apartándose progresivamente de la gran pantalla para pasar a la televisión, participando en numerosas series de antología muy populares en el período, como Fireside Theatre (1954-1955) y The Ford Television Theatre (1952-1956), además de actuar en otros shows como The Rebel (1961) y Tales of Wells Fargo (1961). Field fue también una invitada regular del show Pantomime Quiz, y tuvo el papel de Josephine Dunning en el episodio piloto de Meet the Girls, una comedia de CBS emitida en agosto de 1960.
Field trabajó en seis episodios de la serie policíaca Perry Mason. En dos de ellos, The Case of the Provocative Protege (1960) y The Case of the Polka Dot Pony, interpretá a la asesina, mientras que en The Case of the Simple Simon fue una cliente de Mason. Se retiró definitivamente en 1975, tras haber participado en un episodio de la serie Adam-12.
Virginia Field se casó tres veces. Tuvo una hija, Margaret, fruto de su primer matrimonio (1942-1946) con el actor Paul Douglas. En 1947 se casó con Howard Grode, compositor y músico, del que se divorció al año siguiente. Su tercer marido fue el actor Willard Parker, con el que se casó en 1951. La pareja se mantuvo unida hasta la muerte de ella, ocurrida el 2 de enero de 1992 en Palm Desert, California, a causa de un cáncer. Tenía 74 años de edad. Sus restos fueron incinerados, y las cenizas esparcidas en el mar.
Por su trabajo televisivo, a Field se le otorgó una estrella en el Paseo de la Fama de Hollywood, en el 1751 de Vine Street.

## Filmografía

### Cine
- 1934 : The Primrose Path, de Reginald Denham
- 1934 : The Lady Is Willing, de Gilbert Miller
- 1936 : Little Lord Fauntleroy, de John Cromwell
- 1936 : Sing, Baby, Sing, de Sidney Lanfield
- 1936 : Thank You, Jeeves!, de Arthur Greville Collins
- 1936 : Ladies in Love, de Edward H. Griffith
- 1936 : Lloyd's of London, de Henry King
- 1936 : Career Woman, de Lewis Seiler
- 1937 : Think Fast, Mr. Moto, de Norman Foster
- 1937 : London by Night, de William Thiele
- 1937 : Lancer Spy, de Gregory Ratoff
- 1937 : Ali Baba Goes to Town, de David Butler
- 1937 : Charlie Chan at Monte Carlo, de Eugene Forde
- 1939 : Mr. Moto's Last Warning, de Norman Foster
- 1939 : Captain Fury, de Hal Roach
- 1939 : Bridal Suite, de Wilhelm Thiele
- 1939 : The Sun Never Sets, de Rowland V. Lee
- 1939 : Mr. Moto Takes a Vacation, de Norman Foster
- 1939 : Eternally Yours, de Tay Garnett
- 1939 : The Cisco Kid and the Lady, de Herbert I. Leeds
- 1940 : El puente de Waterloo, de Mervyn LeRoy
- 1940 : Dance, Girl, Dance, de Dorothy Arzner y Roy Del Ruth
- 1941 : Hudson's Bay, de Irving Pichel
- 1941 : Knockout, de William Clemens
- 1941 : Singapore Woman, de Jean Negulesco
- 1942 : Atlantic Convoy, de Lew Landers
- 1943 : The Crystal Ball, de Elliott Nugent
- 1943 : Stage Door Canteen, de Frank Borzage
- 1947 : Ladies' Man, de William D. Russell
- 1947 : The Perfect Marriage, de Lewis Allen
- 1947 : The Imperfect Lady, de Lewis Allen
- 1947 : Repeat Performance, de Alfred L. Werker
- 1947 : Variety Girl, de George Marshall
- 1947 : Christmas Eve, de Edwin L. Marin
- 1948 : Dream Girl, de Mitchell Leisen
- 1949 : John Loves Mary, de David Butler
- 1949 : A Connecticut Yankee in King Arthur's Court, de Tay Garnett
- 1950 : Dial 1119, de Gerald Mayer
- 1951 : The Lady Pays Off, de Douglas Sirk
- 1951 : Week-End with Father, de Douglas Sirk
- 1953 : The Veils of Bagdad, de George Sherman
- 1957 : Appointment with a Shadow, de Richard Carlson
- 1957 : Rockabilly Baby, de William F. Claxton
- 1961 : The Explosive Generation, de Buzz Kulik
- 1964 : The Earth Dies Screaming, de Terence Fisher

### Televisión
- 1952 : Crime Photographer, episodio 2.35
- 1953 : Hollywood Opening Night, episodio 2.19
- 1953 : The Revlon Mirror Theatre, episodio 2.8
- 1955 : General Electric Theater, episodio 3.22
- 1954 y 1955 : Fireside Theatre, episodios 7.3 (1954), 7.13 (1954) y 7.28 (1955)
- 1955 : The Whistler, episodios 1.24 y 1.33
- 1955 : Damon Runyon Theater, episodio 2.4
- 1956 : Chevron Hall of Stars, 1 episodio
- 1952-1956 : The Ford Television Theatre, 6 episodios
- 1956 : The 20th Century-Fox Hour, episodio 1.17
- 1956 : Screen Directors Playhouse, episodio 1.30
- 1956 : Four Star Playhouse, episodio 4.40
- 1952 y 1956 : Schlitz Playhouse of Stars, episodios 1.47 (1952) y 6.13 (1956)
- 1959 : Man with a Camera, episodio 1.12
- 1959 : The Millionaire, episodio 5.34
- 1959 : Alcoa Theatre, episodio 3.8
- 1960 : Johnny Midnight, 1 episodio
- 1960 : The Comedy Spot, 1 episodio
- 1961 : The Rebel, episodio 2.21
- 1961 : Tales of Wells Fargo, episodio 6.11
- 1961 : The New Breed, episodio 1.13
- 1962 : Adventures in Paradise, episodio 3.17
- 1958-1966 :: Perry Mason, 6 episodios
- 1966 : Iron Horse, episodio 1.9
- 1966 : T.H.E. Cat, episodio 1.11
- 1967 : Felony Squad, episodio 1.23
- 1975 : Adam-12, episodio 7.24